# Early Daze (álbum de Neil Young)
Early Daze es el cuadragésimo séptimo álbum de estudio del músico canadiense Neil Young, con su banda Crazy Horse, publicado por la compañía discográfica Reprise Records en junio de 2024. Fue publicado como el primer volumen de la serie Special Release Series dentro de los Neil Young Archives y Young lo ha mencionado en varias ocasiones, incluyendo doce años antes, en su biografía Waging Heavy Peace. Después de haber sido pospuesto y anticipado varias veces, Young anunció su publicación para el 28 de junio de 2024.

## Grabación
Neil Young se reunió por primera vez con Crazy Horse para el álbum Everybody Knows This Is Nowhere, pero ciertas canciones nunca fueron incluidas o fueron grabadas después. Las diez canciones fueron grabadas con la primera formación de Crazy Horse, que incluía a Danny Whitten (guitarra y voz principal), Ralph Molina (batería), Billy Talbot (bajo) y Jack Nitzsche. Ninguna de las canciones en Early Daze es inédita, ya que todas han aparecido en otros álbumes, con y sin Neil Young. Sin embargo, seis de las canciones son versiones inéditas: «Come On Baby Let's Go Downtown» (luego lanzada en Tonight's the Night con una grabación diferente), «Winterlong», «Wonderin'», «Look at All the Things», «Helpless» y «Down by the River» (con voces principales y quizás también de fondo alternas). Dos mezclas alternativas aparecen en «Birds» y «Everybody's Alone», mientras que «Cinnamon Girl» aparece como el sencillo original de 7 pulgadas, y «Dance Dance Dance» tal como aparece en Neil Young Archives Volume 1.

## Recepción
Early Daze recibió una puntuación de 79 sobre 100 en el agregador de reseñas Metacritic, basada en tres críticas, que el sitio web categoriza como "generalmente favorables". Mojo mencionó que el álbum era «corto pero dulce», y Uncut dijo que, aunque el álbum no es notable, ofrece una visión de cuánto «trabajo repetitivo e intensivo» se necesita para transformar material en álbumes terminados. Justin Cober-Lake de PopMatters mencionó que, aunque el álbum resalta los primeros días de Neil Young, "aporta solo un poco más a nuestra comprensión de quiénes eran y son los músicos".

## Lista de canciones
Todas las canciones escritas y compuestas por Neil Young excepto «Come On Baby Let's Go Downtown» y «Look At All the Things», compuestas por Danny Whitten. 
| N.º | Título                           | Duración |  |
| 1.  | «Dance, Dance, Dance»            | 2:36     |  |
| 2.  | «Come On Baby Let's Go Downtown» | 4:12     |  |
| 3.  | «Winterlong»                     | 3:39     |  |
| 4.  | «Everybody's Alone»              | 2:31     |  |
| 5.  | «Wonderin'»                      | 2:19     |  |
| 6.  | «Cinnamon Girl»                  | 3:01     |  |
| 7.  | «Look At All the Things»         | 2:58     |  |
| 8.  | «Helpless»                       | 4:39     |  |
| 9.  | «Birds»                          | 3:18     |  |
| 10. | «Down By the River»              | 9:03     |  |

## Personal
Neil Young & Crazy Horse
- Neil Young – guitarra, voz, piano (4), vibráfono (5), palmadas (6), producción
- Danny Whitten – guitarra, voz, palmadas (6)
- Billy Talbot – bajo, palmadas (6)
- Ralph Molina – batería, coros, palmadas (6)
- Jack Nitzsche – piano (1–3), producción (1)

Equipo técnico
- David Briggs – producción (2–10)
- John Nowland – mezclas (1–4, 7–8)
- John Hanlon – mezclas (4–5, 8–9)
- Jeff Pinn – asistencia en mezclas
- Chris Bellman – masterización
- Frank Gironda – dirección artística
- Gary Burden – dirección artística
- Jenice Heo – dirección artística
- Al Kramer – foto de portada

## Posición en listas
| País                                   | Posición |
| -------------------------------------- | -------- |
| Austria (Ö3 Austria)                   | 20       |
| Bélgica (Ultratop flamenca)            | 42       |
| Bélgica (Ultratop valona)              | 66       |
| Alemania (Offizielle Top 100)          | 12       |
| Hungría (MAHASZ)                       | 6        |
| Japón (Billboard Japan)                | 88       |
| Escocia (Scottish Albums Chart)        | 14       |
| España (PROMUSICAE)                    | 67       |
| Suecia (Sverigetopplistan)             | 2        |
| Suiza (Schweizer Hitparade)            | 19       |
| Reino Unido (UK Album Downloads)       | 79       |
| Estados Unidos (Folk Albums)           | 23       |
| Estados Unidos (Top Tastemaker Albums) | 4        |